# Новый Октябрь
Новый Октябрь (каз. Новый Октябрь) — упраздненное село в Житикаринском районе Костанайской области Казахстана. Входило в состав Чайковского сельского округа. Ликвидировано в 2008 году.

## Население
В 1999 году население села составляло 114 человек (57 мужчин и 57 женщин).